# Jatobá do Piauí
Jatobá do Piauí est une municipalité brésilienne située dans l'État du Piauí.